# Otto Benndorf

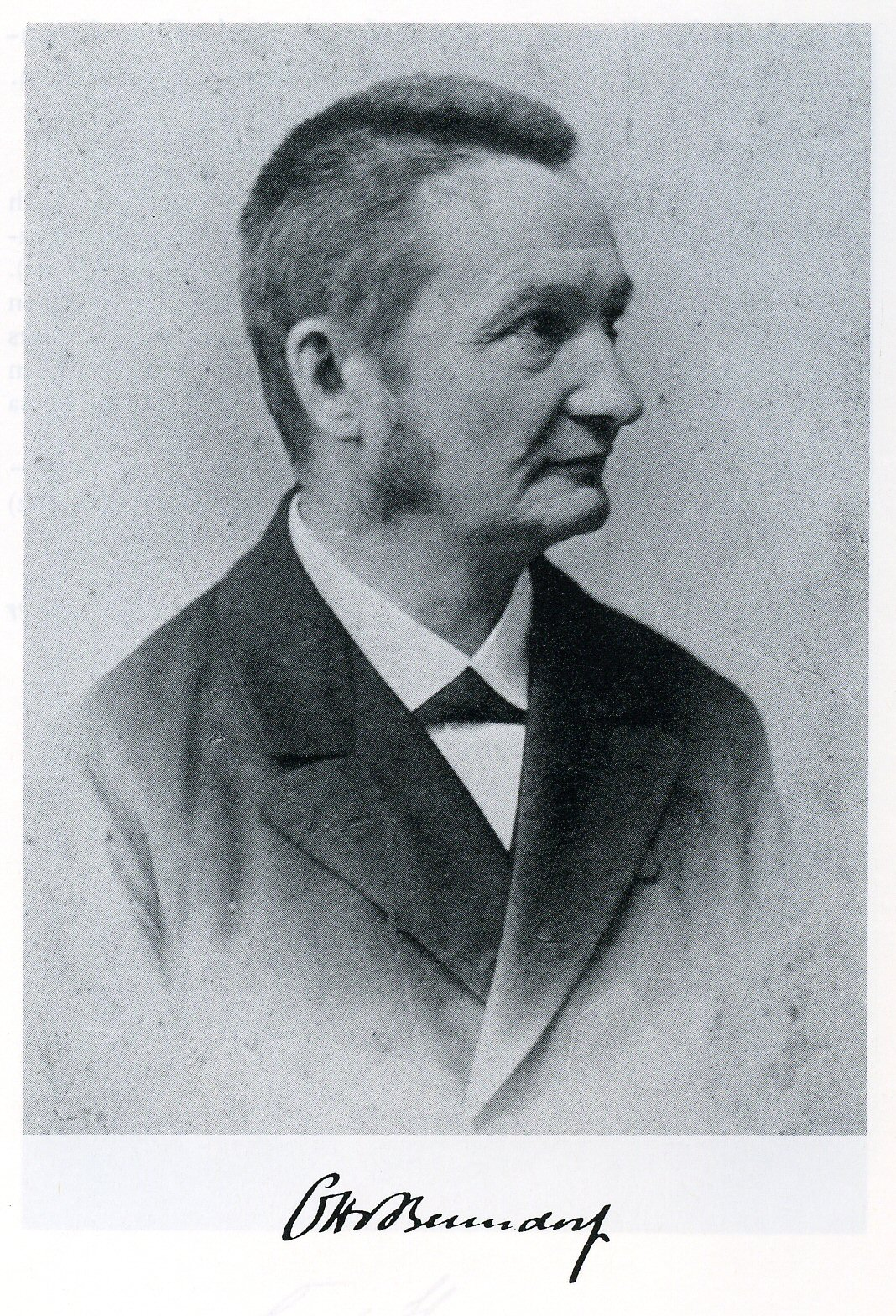
Otto Benndorf

Otto Benndorf (Graz, 1838. szeptember 13. – Bécs, 1907. január 2.) osztrák archeológus, egyetemi tanár.

## Életpályája
Az archeológia tanára volt a zürichi (1869), majd a müncheni és prágai, végül (1877 és 1898 között) a bécsi egyetemen. 1898-ban megalapította az Osztrák Régészeti Intézetet (Österreichische Archäologische Institut). Az egész iskoláját alapította az osztrák archeológusoknak. 1875-ben részt vett az osztrákok 2. szamothrakéi expedíciójában. 1881-ben vezetett államköltségen Kis-Ázsia délnyugati részén (Lykia) tudományos kutatásokat, amelyeket Káriára is kiterjesztve  1883-ban megismételt. Ennek eredményeként hazahozta a gjölbasi (az antik Trysa helyén) síremlék nagyszerű frízét (ma a bécsi udvari múzeumban van) és közzétette Reisen in Lykien und Karien (Wien, 1884) és Das Heroon von Gjölbaschi-Trysa (uo. 1889) című műveit.
Részt vett az Adamklisszi melletti emlékmű feltárásában (1882—90), melyről szóló munkája (Tocileseuval együtt): Das Monument von Adamklissi (Wien, 1895).
1895-ben megindította az osztrákok efezusi (Epheszosz) kutatásait, amelynek nagy sikerű, Bécs gyűjteményeit gazdagító ásatásaiban (1896 és 1908 között) eleinte maga is részt vett. Erre vonatkozó utolsó nagy munkája: Zur Orts- kunde und Stadtgeschichte von Ephesos (Wien, 1906).

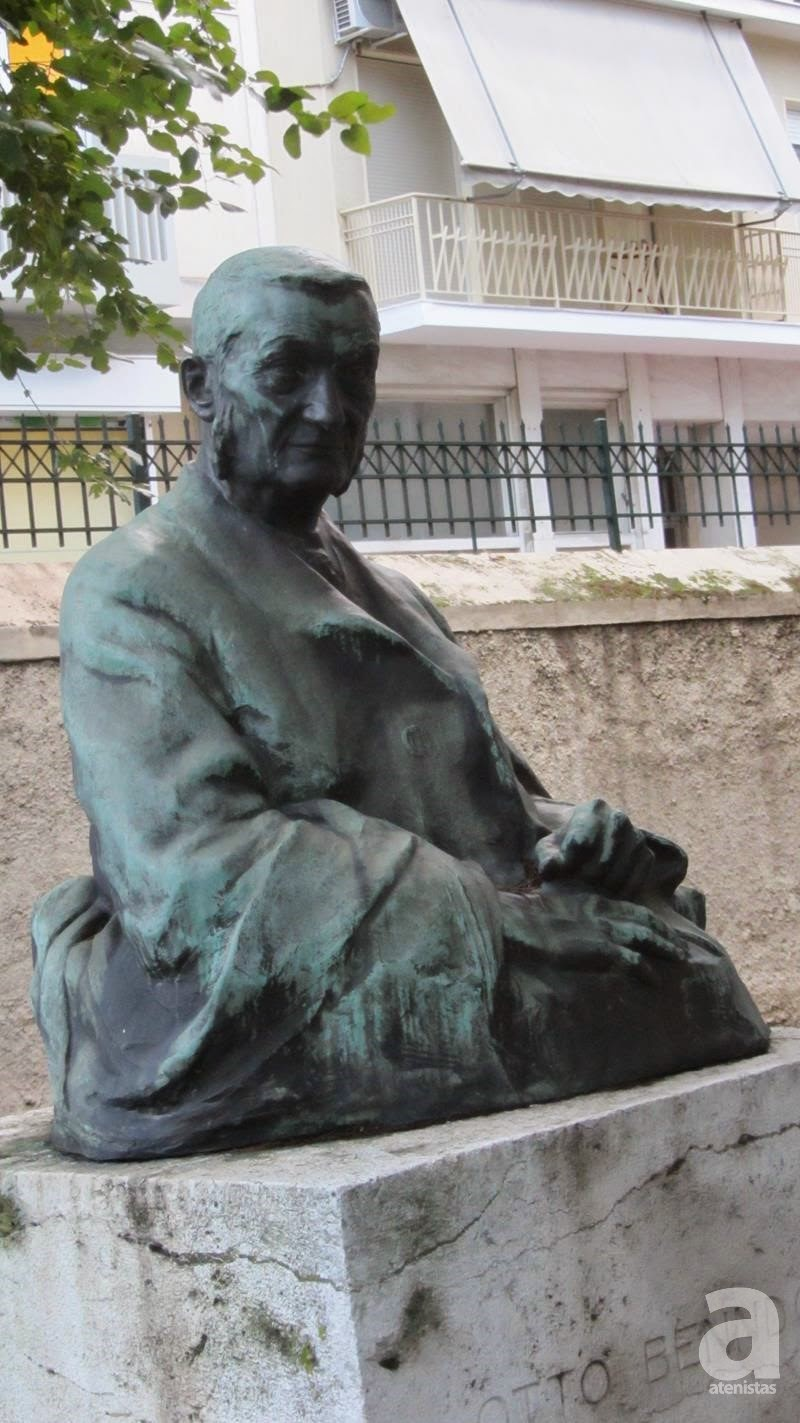
Otto Benndorf szobra Athénban, Hella Unger alkotása

## Egyéb írásai
- Schöne-vel együtt leírta a lateráni múzeum antik szoborműveit (Lipcse, 1867);
- Griechische und sizilische Vasenbilder (Berlin, 1869 — 1883);
- Metopen von Selinunt (uo. 1873);
- Beitrage zur Kenntnis des athenischen Theaters (Wien, 1875)
- Antike Gesichtshelme und Sepulkralmasken (uo. 1878).

## Szerkesztőként
1889-ben megindította a Wiener Vorlegeblätter für archaeol. Übungen című sorozatot. 1877 és 1897 között a társszerkesztője volt az Archaeol.-epigraph. Mittheihmgen aus Österreich-Ungarncímű, hazánkat is közelebbről érdeklő folyóiratnak és az 1898 óta azt fölváltó Jahreshefte des oesterr. arch. Instituts nevű szakközlönynek.

## Emlékezete
- Sírja a dornbachi temetőben[13] található.
- Szobra, Hella Unger alkotása, Athénben van.

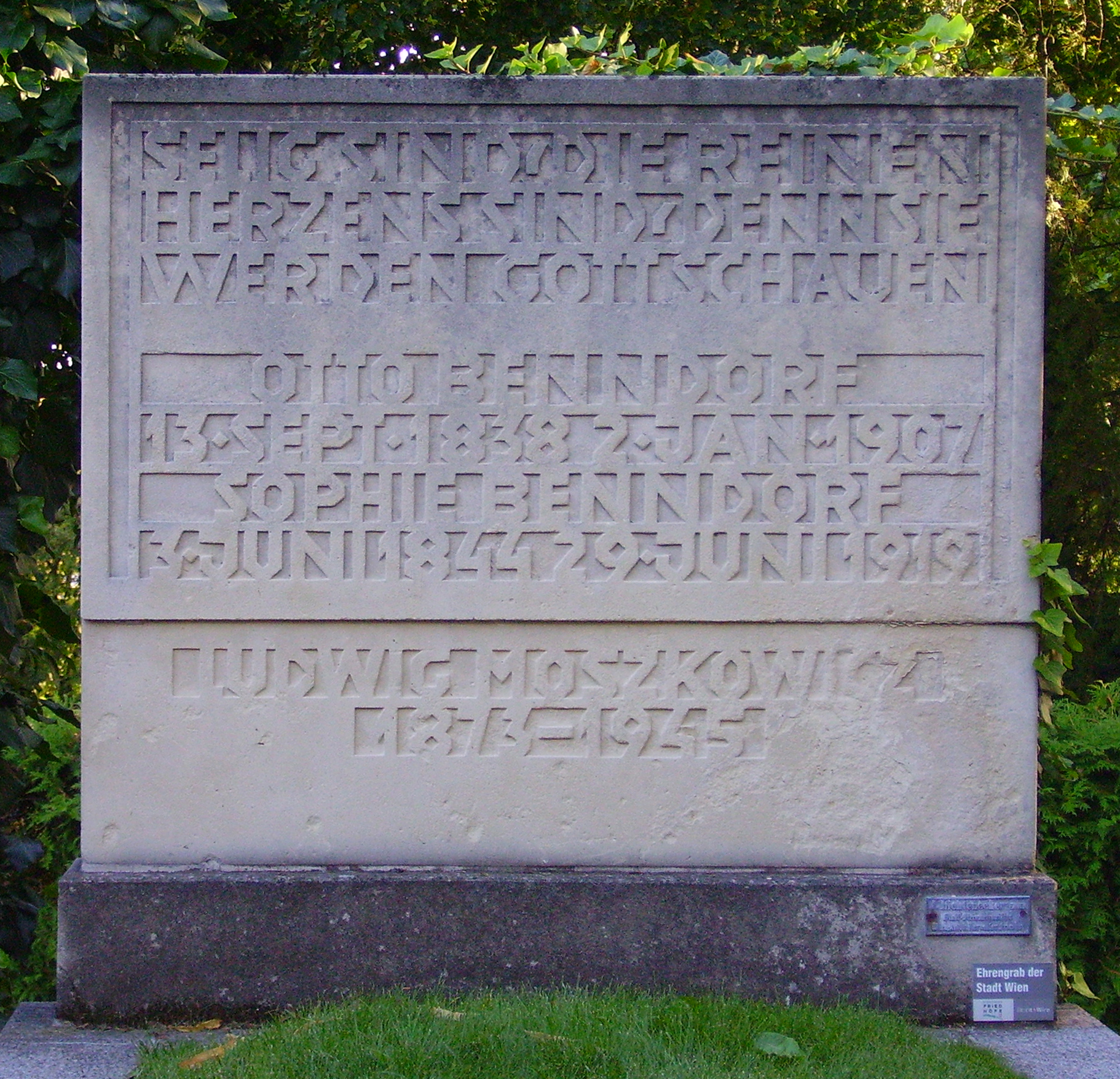
Otto Benndorf sírja